# Pachastrissa nux
Pachastrissa nux är en svampdjursart som först beskrevs av de Laubenfels 1954.  Pachastrissa nux ingår i släktet Pachastrissa och familjen Calthropellidae.
Artens utbredningsområde är Palau. Inga underarter finns listade i Catalogue of Life.